# I Stand
I Stand är en låt framförd av sångerskan Gabriela Gunčíková. 
Låten var Tjeckiens bidrag till Eurovision Song Contest 2016 i Stockholm. Den framfördes i den första semifinalen i Globen den 10 maj 2016. Den kom vidare till final, där den fick en slutplats av 25 med 41 poäng.

## Komposition och utgivning
Låtens musik är komponerad av Christian Schneider och Sara Biglert, medan texten är skriven av Biglert i samarbete med Aidan O'Connor.
Singeln släpptes för digital nedladdning den 12 mars 2016 utgiven av Webs Music. Singelalbumet innehåller även en intstrumental version av låten. En officiell musikvideo till låten släpptes redan den 11 mars 2016, dagen innan singelsläppet.

## Spårlista
- Digital nedladdning[4]

1. "I Stand" – 3:00
2. "I Stand (Instrumental)" – 3:00